# Avoine Olympique Chinon Cinais
Maillots
Actualités
Dernière mise à jour : 28 octobre 2024.
L'Avoine Olympique Chinon Cinais abrégé en AOCC est un club de football français fondé en 2013 et basé à Avoine près de Chinon dans l'Indre-et-Loire. Il est issu de la fusion de l'USE Avoine-Beaumont et de l'Entente Chinon-Cinais.
Lors de la saison 2014-2015, le club connaît sa cinquième saison de CFA 2 après les 4 premières connues par l'USE Avoine Beaumont.
Le club évolue actuellement en National 3 après être monté pour la première fois de son histoire en régional 1 lors de la saison 2025-2026.

## Histoire
- 1963 : Fondation de l'USE Avoine-Beaumont
- 1997 : Première montée en DH Centre
- 2004 : Accession en CFA 2
- 2007 : Relégation en DH Centre
- 2011 : Devient le Football Avoine Club
- 2012 : Accession en CFA 2
- 2013 : Relégation en DH Centre. Fusion et création de l'AOCC.
- 2014 : Accession en CFA 2
- 2023 : Accession en National 2

### USE Avoine Beaumont

#### Débuts (1963-2000)
Le club est fondé en tant que section football de l'association omnisports « Union Sportive Électrique d'Avoine et Beaumont » (USEAB)' ».
C'est à l'origine un club issu du corporatisme d'EDF-GDF après l'ouverture de la centrale de Chinon en 1963 située sur la commune d'Avoine (Indre-et-Loire).

#### Entre DH et CFA 2 (2000-2013)
Pendant longtemps, Avoine-Beaumont est le second club du département d’Indre-et-Loire derrière le Tours Football Club. Après quelques saisons passées parmi l’élite régionale, et fortement secoué par une crise interne au cours de la saison 2010-2011. Après avoir quitté l'USEAB omnisports en décembre 2010, le Football Avoine Club naît en juin 2011,. Une nouvelle dynamique s’installe au sein de ce dernier depuis l’arrivée aux commandes d’un duo composé d’Armand Raimbault au poste d’entraîneur général et Ludovic Le Tout à sa présidence. Sous l’impulsion de cette nouvelle équipe dirigeante et soutenu par la municipalité, Avoine surfe sur une dynamique positive qui la mène en CFA 2 en 2012.
Avec tous ces changements, le club vise logiquement le maintien en début de saison. Mais, dominant de la tête et des épaules son championnat de DH devant le FC Drouais et invaincu à domicile à deux journées de la fin, les Avoinais sont promus ene Championnat de France amateur 2, qu’ils ont un temps côtoyer dans les années 2000. Ils réalisent même le doublé en s’adjugeant la coupe d’Indre-et-Loire face à l'AC Amboise sur le score sans appel de 6-0.

### Avoine Olympique Chinon Cinais (depuis 2013)
Durant l'été 2013, le nouveau club de l'« Avoine Olympique Chinon Cinais » est fondé. Il est le fruit de la fusion entre le « Football Avoine Club » et l'« Union Sportive Chinon Cinais ». Les objectifs sont de dynamiser le football dans toutes les communes, promouvoir le football féminin, donner la possibilité à tous les jeunes de jouer à niveau adapté à tous les joueurs avec encadrement technique compétent, un accueil de qualité, de développer le football dans le milieu scolaire et pérenniser le niveau de jeu des équipes seniors en veillant à intégrer les jeunes de la région. Concernant le fonctionnement, les trois sites (Avoine, Cinais et Chinon) sont utilisés par toutes les catégories. Une navette est mise en place pour les transports des jeunes sur les différents sites.
À la fin de la saison, le club avoinais termine premier de DH Centre devant le FC Drouais. Mais sitôt la validation des montées et des descentes divulguée par la Ligue du Centre, le club de Dreux fait appel. L'objet réside sur un point de règlement que l'AOCC n'aurait pas observé, concernant une équipe U18 départementale engagée après la date butoir. Après avoir fait appel et être passé devant la commission fédérale des règlements et contentieux de la Fédération française de football et le CNOSF, sans obtenir gain de cause, fin août, le Tribunal administratif d'Orléans déboute le club eurélien et confirme la montée de l'AOCC.

## Palmarès

### Titres et trophées
- Division d'Honneur Centre (2)
  - Champion : 2012 et 2014
- 1re division d'Indre-et-Loire
  - Champion : 2015 rés.
- Coupe d'Indre-et-Loire
  - Vainqueur : 2012 et 2014
- Coupe Centre-Val de Loire
  - Vainqueur : 2022
- National 3
  - Champion de groupe : 2023

### Bilan sportif
| Championnat              | Saisons | J   | V  | N  | D  | Bp  | Bc  |
| ------------------------ | ------- | --- | -- | -- | -- | --- | --- |
| Championnat de France    | 0       | -   | -  | -  | -  | -   | -   |
| Championnat de France D2 | 0       | -   | -  | -  | -  | -   | -   |
| Championnat de France D3 | 0       | -   | -  | -  | -  | -   | -   |
| Championnat de France D4 | 0       | -   | -  | -  | -  | -   | -   |
| Championnat de France D5 | 8       | 192 | 60 | 55 | 77 | 219 | 264 |

### Saison après saison
| Bilan saison après saison de l'USE Avoine-Beaumont depuis 1997 | Bilan saison après saison de l'USE Avoine-Beaumont depuis 1997 | Bilan saison après saison de l'USE Avoine-Beaumont depuis 1997 | Bilan saison après saison de l'USE Avoine-Beaumont depuis 1997 | Bilan saison après saison de l'USE Avoine-Beaumont depuis 1997 | Bilan saison après saison de l'USE Avoine-Beaumont depuis 1997 | Bilan saison après saison de l'USE Avoine-Beaumont depuis 1997 | Bilan saison après saison de l'USE Avoine-Beaumont depuis 1997 | Bilan saison après saison de l'USE Avoine-Beaumont depuis 1997 | Bilan saison après saison de l'USE Avoine-Beaumont depuis 1997 | Bilan saison après saison de l'USE Avoine-Beaumont depuis 1997 | Bilan saison après saison de l'USE Avoine-Beaumont depuis 1997 | Bilan saison après saison de l'USE Avoine-Beaumont depuis 1997 |
| Saison                                                         | Championnat                                                    | Championnat                                                    | Championnat                                                    | Championnat                                                    | Championnat                                                    | Championnat                                                    | Championnat                                                    | Championnat                                                    | Championnat                                                    | Championnat                                                    | Coupe de France                                                | Entraîneurs                                                    |
| Saison                                                         | Division                                                       | Class.                                                         | Pts                                                            | M                                                              | V                                                              | N                                                              | D                                                              | Bp                                                             | Bc                                                             | Diff                                                           | Coupe de France                                                | Entraîneurs                                                    |
| -------------------------------------------------------------- | -------------------------------------------------------------- | -------------------------------------------------------------- | -------------------------------------------------------------- | -------------------------------------------------------------- | -------------------------------------------------------------- | -------------------------------------------------------------- | -------------------------------------------------------------- | -------------------------------------------------------------- | -------------------------------------------------------------- | -------------------------------------------------------------- | -------------------------------------------------------------- | -------------------------------------------------------------- |
| 1997-1998                                                      | DH Centre                                                      | 14e/14                                                         | 48 pts                                                         | 26                                                             | 6                                                              | 4                                                              | 16                                                             | 20                                                             | 46                                                             | -26                                                            |                                                                |                                                                |
| 1998-1999                                                      | DHR Centre                                                     |                                                                |                                                                |                                                                |                                                                |                                                                |                                                                |                                                                |                                                                |                                                                |                                                                |                                                                |
| 1999-2000                                                      | DHR Centre                                                     |                                                                |                                                                |                                                                |                                                                |                                                                |                                                                |                                                                |                                                                |                                                                |                                                                |                                                                |
| 2000-2001                                                      | DH Centre                                                      | 10e/14                                                         | 59 pts                                                         | 26                                                             | 10                                                             | 3                                                              | 13                                                             | 32                                                             | 31                                                             | +1                                                             |                                                                |                                                                |
| 2001-2002                                                      | DH Centre                                                      | 4e/14                                                          | 65 pts                                                         | 26                                                             | 11                                                             | 6                                                              | 9                                                              | 39                                                             | 40                                                             | -1                                                             |                                                                |                                                                |
| 2002-2003                                                      | DH Centre                                                      | 3e/14                                                          | 76 pts                                                         | 26                                                             | 15                                                             | 5                                                              | 6                                                              | 47                                                             | 27                                                             | +20                                                            |                                                                |                                                                |
| 2003-2004                                                      | DH Centre                                                      | 2e/14                                                          | 86 pts                                                         | 26                                                             | 18                                                             | 6                                                              | 2                                                              | 51                                                             | 20                                                             | +31                                                            |                                                                |                                                                |
| 2004-2005                                                      | CFA 2 - Gr. F                                                  | 12e/15                                                         | 54 pts                                                         | 28                                                             | 6                                                              | 8                                                              | 14                                                             | 28                                                             | 53                                                             | -25                                                            |                                                                |                                                                |
| 2005-2006                                                      | CFA 2 - Gr. G                                                  | 14e/16                                                         | 60 pts                                                         | 30                                                             | 6                                                              | 12                                                             | 12                                                             | 34                                                             | 49                                                             | -15                                                            | 7e tour                                                        |                                                                |
| 2006-2007                                                      | CFA 2 - Gr. F                                                  | 16e/16                                                         | 53 pts                                                         | 30                                                             | 6                                                              | 6                                                              | 18                                                             | 29                                                             | 53                                                             | -24                                                            |                                                                |                                                                |
| 2007-2008                                                      | DH Centre                                                      | 11e/14                                                         | 53 pts                                                         | 26                                                             | 7                                                              | 6                                                              | 13                                                             | 29                                                             | 39                                                             | -10                                                            |                                                                | Thomas Joubert                                                 |
| 2008-2009                                                      | DH Centre                                                      | 7e/14                                                          | 61 pts                                                         | 26                                                             | 9                                                              | 8                                                              | 9                                                              | 33                                                             | 42                                                             | -9                                                             |                                                                | Thomas Joubert                                                 |
| 2009-2010                                                      | DH Centre                                                      | 7e/14                                                          | 62 pts                                                         | 26                                                             | 10                                                             | 6                                                              | 10                                                             | 33                                                             | 37                                                             | -4                                                             |                                                                | Thomas Joubert                                                 |
| 2010-2011                                                      | DH Centre                                                      | 10e/14                                                         | 54 pts                                                         | 26                                                             | 8                                                              | 4                                                              | 14                                                             | 28                                                             | 43                                                             | -15                                                            |                                                                | Benjamin Richer                                                |
| Football Avoine Club                                           |                                                                |                                                                |                                                                |                                                                |                                                                |                                                                |                                                                |                                                                |                                                                |                                                                |                                                                |                                                                |
| 2011-2012                                                      | DH Centre                                                      | 1er/14                                                         | 82 pts                                                         | 26                                                             | 17                                                             | 5                                                              | 4                                                              | 55                                                             | 23                                                             | +32                                                            |                                                                | Armand Raimbault                                               |
| 2012-2013                                                      | CFA 2 - Gr. G                                                  | 12e/14                                                         | 51 pts                                                         | 26                                                             | 7                                                              | 4                                                              | 15                                                             | 30                                                             | 43                                                             | -13                                                            |                                                                | Armand Raimbault                                               |

| Saison    | Championnat         | Championnat | Championnat | Championnat | Championnat | Championnat | Championnat | Championnat | Championnat | Championnat | Coupe de France | Entraîneurs      |
| Saison    | Division            | Class.      | Pts         | M           | V           | N           | D           | Bp          | Bc          | Diff        | Coupe de France | Entraîneurs      |
| --------- | ------------------- | ----------- | ----------- | ----------- | ----------- | ----------- | ----------- | ----------- | ----------- | ----------- | --------------- | ---------------- |
| 2013-2014 | DH Centre           | 1er/14      | 82 pts      | 26          | 17          | 5           | 4           | 47          | 21          | +26         |                 | Armand Raimbault |
| 2014-2015 | CFA 2 - Gr. B       | 8e/14       | 62 pts      | 26          | 9           | 9           | 8           | 26          | 31          | -5          |                 | Armand Raimbault |
| 2015-2016 | CFA 2 - Gr. B       | 2e/14       | 74 pts      | 26          | 13          | 9           | 4           | 39          | 26          | +13         |                 | Armand Raimbault |
| 2016-2017 | CFA 2 - Gr. B       | 3e/14       | 46 pts      | 26          | 13          | 7           | 6           | 33          | 25          | +8          | 7e tour         | Armand Raimbault |
| 2017-2018 | National 3 - Centre | 3e/14       | 57 pts      | 26          | 17          | 6           | 3           | 59          | 15          | +44         | 7e tour         | Armand Raimbault |
| 2018-2019 | National 3 - Centre | 2e/14       | 43 pts      | 26          | 12          | 7           | 7           | 36          | 27          | +9          | 5e tour         | Armand Raimbault |
| 2019-2020 | National 3 - Centre | 3e/14       | 28 pts      | 17          | 8           | 4           | 5           | 30          | 21          | +9          | 6e tour         | Armand Raimbault |
| 2020-2021 | National 3 - Centre | 3e/14       | 9 pts       | 5           | 3           | 0           | 2           | 7           | 4           | +3          | 5e tour         | Armand Raimbault |
| 2021-2022 | National 3 - Centre | 7e/14       | 38 pts      | 26          | 10          | 8           | 8           | 38          | 34          | +4          | 5e tour         | Armand Raimbault |
| 2022-2023 | National 3 - Centre | 1er/14      | 59 pts      | 26          | 18          | 5           | 3           | 47          | 19          | +28         | 32es de finale  | Armand Raimbault |
| 2023-2024 | National 2 - Gr. B  |             |             |             |             |             |             |             |             |             | 32es de finale  | Armand Raimbault |

## Structures et image

### Historique des logos

USE Avoine Beaumont
Football Avoine Club (2011-2013)
AOCC (depuis 2013)

### Stades
Les différentes équipes du club évoluent dans trois enceintes. Le stade Marcel Vignaud d'Avoine, le stade Le Rulon de Cinais et le stade de la Plaine des Vaux de Chinon.

## Personnalités

### Dirigeants
- 2010-2019 :  Ludovic Le Tout
- depuis 2019 :  Gérard Couillebeault

En juillet 2016, l'ex-international français Jean-Luc Ettori arrive au club en tant que conseiller du président dans le domaine des partenaires et du sportif. Il est auparavant président-délégué du Tours FC, aussi en Indre-et-Loire, durant deux saisons.

### Entraîneurs
- 2007-2010 :  Thomas Joubert[14]
- 2010-2011 :  Benjamin Richer[4]
- depuis 2011 :  Armand Raimbault

En 2007, Thomas Joubert prend en main l'équipe d'Avoine en division d'honneur et est directeur sportif du club. Après trois années mitigées en division d'honneur, il est remercié au cours de la quatrième, en novembre 2010.
Ancien gardien emblématique du Tours FC (quinze saisons), Armand Raimbault rejoint le club, lorsqu'il devient le Football Avoine Club, durant l'été 2011. Il s'engage avec le club pour ce qui est sa dernière expérience en tant que joueur à l’âge de 36 ans et alterne entre la cage et le banc. Dès la première saison, il réalise le doublé coupe départemental-championnat régional qui propulse l'équipe en CFA 2.

### Joueurs
- Jacob Ba (2010)